# متلافاوات
المتلافاوات أو فصيلة ليمانتريديدي (الاسم العلمي: Lymantriinae)، هي أسرة من الحشرات تتبع الفصيلة الأربوسية من رتبة حرشفيات الأجنحة.

## قبائل المتلافاوات
- المتلافاوية
  - المتلافة
- الأورجياوية
  - الأورجية
  - الدشيرة